# The Poynter Institute for Media Studies
The Poynter Institute for Media Studies è una scuola di giornalismo no-profit situata in Florida.

## Storia
La scuola fu fondata il 29 maggio del 1975, quando Nelson Poynter, il proprietario e presidente del St. Petersburg Times (oggi Tampa Bay Times) e della Times Publishing Company, affermò di voler stabilire una nuova piccola scuola di giornalismo chiamata Modern Media Institute. (Il nome della scuola fu cambiato circa una decina di anni a seguire in Poynter Institute.)
Nel 1977, Nelson Poynter dichiarò che la proprietà della Times Publishing Company fosse dell'istituto, cosicché alla sua morte la scuola sarebbe divenuta proprietaria del St. Petersburg Times. Poynter morì il 15 giugno del 1978, all'età di 74 anni.

### News University
Nell'aprile 2005 Poynter lancia News University, o NewsU, è un progetto del Poynter Institute, che offre corsi di formazione a distanza e laboratori specifici per aspiranti alla professione di giornalisti, con collegamenti ad altre opportunità del settore. Il programma è frutto di una partnership tra la John S. and James L. Knight Foundation ed il Poynter Institute. NewsU offre corsi autogestiti, "Webinars" in diretta ed alcuni seminari online.

## International Fact-Checking Network
Nel 2015 l'istituto ha lanciato l'International Fact-Checking Network (IFCN), che stabilisce un codice etico per le organizzazioni che si occupano di verifica dei fatti. Essa ha promosso il primo International Fact Checking Day il 2 aprile 2017 ed il primo Global Fact-Checking Summit, svoltosi a Madrid dal 5 al 6 luglio dello stesso anno.
Nel 2021 il giornale italiano Open, fondato da Enrico Mentana, entra a far parte della rete.
L'ICFN esegue gli audit e rilascia una certificazione di validità annuale e riconosciuta a livello internazionale. Gli stessi verificatori alle dipendenze dell'IFCN sono soggetti a un audit e ad una riconferma annuale. Google, Facebook e altre società informatiche richiedono la certificazione IFCN ai collaboratori a contratto incaricati di eseguire attività di fact checking.
L'IFCN e l'American Press Institute pubblicano congiuntamente Factually, una newsletter in materia di fact checking e deontologia professionale.

### Finanziamenti
La rete è finanziata dal Dipartimento di Stato degli Stati Uniti d'America, National Endowment for Democracy, Fondazione Bill & Melinda Gates, Google, Facebook, Fritt Ord Foundation, Duke Reporters Lab, Park Foundation, Arthur M. Blank Family Foundation e Duke Reporters' Lab.
La crescita della rete è stata finanziata anche con una donazione di 1,3 milioni di dollari da parte dell'Omidyar Network e della Open Society del finanziere e filantropo George Soros, preceduta nel 2015 dalla donazione di un altro milione di dollari da parte dell'imprenditore e filantropo Craig Newmark, il quale divenne membro del comitato direttivo dell'istituto nel medesimo anno.

## Lista nera efake news
Nel 2019, Poynter ha utilizzato vari database di fake news, fra i quali quelli curati dall'Annenberg Public Policy Center, Merrimack College, PolitiFact e da Snopes, per predisporre un elenco di oltre 515 siti Web di notizie classificati come "inaffidabili". Poynter ha invitato gli inserzionisti a " inserire nella lista nera " i siti dell'elenco. L'elenco includeva siti di notizie conservatrici come il Washington Examiner , The Washington Free Beacon e The Daily Signal . Dopo il contraccolpo, Poynter ha ritirato l'elenco, citando "punti deboli nella metodologia". [Poynter ha rilasciato una dichiarazione in cui afferma: "Siamo spiacenti di non essere riusciti a garantire che i dati fossero rigorosi prima della pubblicazione e ci scusiamo per la confusione e l'agitazione causate dalla sua pubblicazione"
La lista ha incluso 29 siti web nordamericani di orientamento conservatore, fra i quali Washington Examiner, The Washington Free Beacon,  The Daily Signal  e il sito cristiano LifeSiteNews.
Il Poynter Institute invitò quindi gli inserzionisti pubblicitari a boicottare i siti di fake news presenti nella lista nera.

Successivamente a tale atto, il sito pubblicò un comunicato di scuse, privo di uno specifico errata corrige, nel quale dichiarava «siamo spiacenti di non essere riusciti a garantire che i dati fossero rigorosi prima della pubblicazione e ci scusiamo per la confusione e l'agitazione causate dalla sua pubblicazione».